# Dejana Košarac
Dejana Košarac (* 25. Juli 1994 in Sarajevo) ist eine ehemalige bosnische Biathletin und Skilangläuferin.
Dejana Košarac lebt in Pale und startete für den örtlichen Ski Klubb Romanija Pale. Zwischen 2010 in Torsby und 2015 in Minsk nahm sie an fünf Juniorenweltmeisterschaften teil, nur 2014 gehörte sie in Presque Isle nicht zum bosnischen Aufgebot. Bei all ihren Teilnahmen trat sie im Einzel wie im Sprint an, für das Verfolgungsrennen konnte sie sich einzig 2010 als 59. qualifizieren, trat zu dem Rennen aber nicht an. Schlechteste Platzierung war ein 2013 in Obertilliach erreichter 77. Rang im Sprint. 2011 in Ridnaun und 2012 in Osrblie nahm sie auch an Juniorinnenrennen der Biathlon-Europameisterschaften teil und erreichte ähnliche Resultate wie bei den Junioren-Weltmeisterschaften. Zudem startete Košarac bei den Juniorinnenrennen der Sommerbiathlon-Weltmeisterschaften 2011 in Nové Město na Moravě und der Sommerbiathlon-Europameisterschaften 2011 in Martell. Vor allem in Martell kam sie mit den Rängen 16 und 14 auf nennenswerte Ränge.
Ihr erstes Rennen bei den Frauen bestritt Košarac 2009 in Ridnaun, wo sie 88. eines Sprints wurde. Im weiteren Saisonverlauf konnte sie als 33. in einem Sprint in Haute-Maurienne erstmals Punkte gewinnen. 2011 schaffte sie mit einem 21. Rang bei einem Sprint in Bansko ihre Bestleistung. Ihre ersten internationalen Meisterschaften bei den Frauen wurden die Biathlon-Europameisterschaften 2015 in Otepää. Košarac belegte die Plätze 64 im Einzel und 68 im Sprint.
Im Skilanglauf startete Košarac von 2010 bis 2018 international, zunächst bestritt sie Rennen im Balkan-Cup und FIS-Rennen. Im Fleimstal nahm sie an den Nordischen Skiweltmeisterschaften 2013 teil und wurde 99. über 10 Kilometer Freistil. Wenige Tage später startete sie auch bei den Balkan-Meisterschaften in Kruševo, wo sie jeweils hinter Tanja Karišik und Panagiota Tsakiri über 5 und 2,5 Kilometer Freistil die Bronzemedaillen gewann. In der Saison 2016/17 holte sie in Metsovo und in Mavrovo jeweils über 5 km Freistil ihre ersten Siege im Balkancup und erreichte damit zum Saisonende den fünften Platz in der Gesamtwertung. Bei den Nordischen Skiweltmeisterschaften 2017 in Lahti kam sie auf den 69. Platz im Sprint.